# Британские Виргинские Острова на зимних Олимпийских играх 2014
Британские Виргинские острова впервые после тридцатилетнего перерыва приняли участие в зимних Олимпийских играх 2014 года, которые проходили в Сочи с 7 по 23 февраля.

## Фристайл
Хафпайп
| Соревнование | Спортсмены | Квалификация | Квалификация | Квалификация | Квалификация | Финал                | Финал                | Финал                | Финал |
| Соревнование | Спортсмены | 1 попытка    | 2 попытка    | Лучшая       | Место        | 1 попытка            | 2 попытка            | Лучшая               | Место |
| ------------ | ---------- | ------------ | ------------ | ------------ | ------------ | -------------------- | -------------------- | -------------------- | ----- |
| Мужчины      | Питер Крук | 24.20        | 25.20        | 25.20        | 27           | Завершил выступление | Завершил выступление | Завершил выступление | 27    |